# Брандкугель
Брандку́гель (нім. Brandkugel, від Brand — «пожежа», та Kugel — «ядро») — різновид запалювальних снарядів, що застосовувався в гладкоствольній артилерії, начинявся запалювальною речовиною й був призначений для підпалювання ворожих таборів, міст або флоту тощо, а також поверхонь в районі розташування противника для ураження його живої сили.
Брандкугель вперше з'явився в XVIII в. в Саксонії і являв собою порожнисту чавунну кулю з трьома або п'ятьма отворами. Порожнину кулі заповнювали горючою речовиною з селітри, сірки, порохової м'якоті і вугілля. Отвори затикати пластиром. У момент пострілу запальний склад спалахував, і брандкугель вилітав зі ствола, фонтануючи струменями вогню. При влученні в ціль снаряд підпалював дерев'яні споруди. Особливо широко брандкугелі застосовувалися на флоті для підпалу кораблів противника. Спочатку брандкугелі використовувалися для стрільби з усіх типів гармат, крім 3- і 6-фунтових, але з 1845 їх залишили тільки у фортечній та облоговій артилерії великого калібру. З появою нарізних гармат і осколково-фугасних гранат від бранкугелів відмовилися.